# Mont D'Urban
Le mont D'Urban est une montagne à la frontière entre la province canadienne du Québec, dans la région de l'Estrie près de Notre-Dame-des-Bois, et l'État américain du New Hampshire.

## Toponymie
Le nom honore la mémoire de sir Benjamin d'Urban, général et administrateur colonial britannique (1777-1849).

## Géographie
Le mont D'Urban a une altitude de 910 m ; il est l'un des sommets à l'extrémité septentrionale des montagnes Blanches où passe la frontière entre le Canada et les États-Unis au Sud du Québec. Il est situé à l'ouest de la montagne de Marbre et du mont Saddle.